# Gonepteryx amintha
Gonepteryx amintha é uma borboleta da família Pieridae. Pode ser encontrada no Leste Paleártico.

## Subespécies
- G. a. amintha
- G. a. formosana (Fruhstorfer, 1908) (Taiwan)
- G. a. limonia Mell, 1943 (sul de Ussuri, Yunnan)
- G. a. meiyuanus Murayama & Shimonoya, 1963 (Taiwan)
- G. a. murayamae Nekrutenko, 1973 (Yunnan, Sichuan)
- G. a. thibetana Nekrutenko, 1968 (sudeste do Tibete)